# Rostduva
Rostduva (Patagioenas cayennensis) är en fågel i familjen duvor inom ordningen duvfåglar.

## Utseende och läte
Rostduvan är en stor duva med grått huvud som kontrasterar mot skäraktig kropp. Den vitaktiga buken kontrassterar dock ej starkt mot den enfärgat gråaktiga stjärten. Jämfört med rödnäbbad duva är rostduvan ljusare med svart näbb. Sången skiljer sig också något, bestående av ett långt inledande hoande följt av en upprepad trestavig fras, olikt rödnäbbade duvans fyrstaviga sång.

## Utbredning och systematik
Rostduvan har ett stort utbredningsområde från södra Mexiko genom Centralamerika till norra Argentina. Den delas in i fem underarter med följande utbredning:
- Patagioenas cayennensis pallidicrissa – Gulflåglandet från sydöstra Mexiko till norra Colombia
- Patagioenas cayennensis andersoni – sydöstra Colombia och östra Ecuador till Brasilien norr om Amazonas
- Patagioenas cayennensis tobagensis – Trinidad och Tobago
- Patagioenas cayennensis cayennensis – Guyana, Surinam och Franska Guyana
- Patagioenas cayennensis sylvestris – östra Peru till Brasilien söder om Amazonområdet, Paraguay och norra Argentina

Ofta urskiljs även underarterna occidentalis och tamboensis, med utbredning i västra Colombia och västra Ecuador respektive västcentrala Colombia.

### Släktestillhörighet
Tidigare inkluderades arterna Patagioenas i Columba, men genetiska studier visar att de amerikanska arterna utgör en egen klad, där Gamla världens arter står närmare släktet Streptopelia.

## Levnadssätt
Rostduvan hittas i fuktgi savann, flodkanter och öppna områden med spridda träd. Lokalt ses den även i städer, som mexikanska Villahermosa.

## Status och hot
Arten har ett stort utbredningsområde, men tros minska i antal, dock inte tillräckligt kraftigt för att den ska betraktas som hotad. Internationella naturvårdsunionen IUCN listar arten som livskraftig (LC). Beståndet uppskattas till i storleksordningen fem till 50 miljoner vuxna individer.

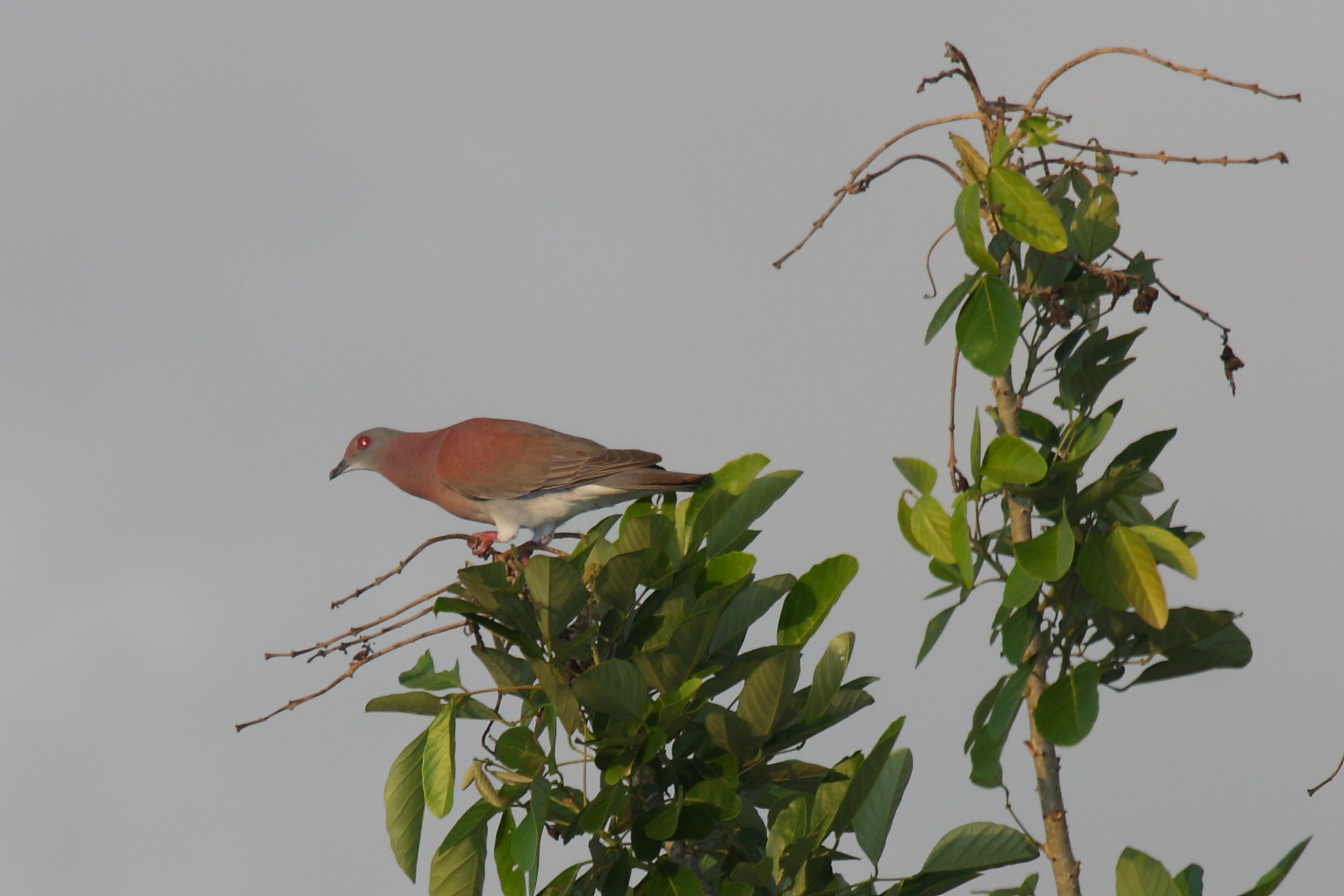